# Lichmera squamata
Papa-mel-escamado ou papa-mel-escamoso (Lichmera squamata) é uma espécie de ave da família Meliphagidae. É endémica da Indonésia.
Os seus habitats naturais são: florestas secas tropicais ou subtropicais , florestas subtropicais ou tropicais húmidas de baixa altitude e florestas de mangal tropicais ou subtropicais.